# اولدازپام
اولدازپام (انگلیسی: Uldazepam) دارویی از مشتقات بنزودیازپین است. این دارو دارای اثرات آرام‌بخش و ضداضطراب مشابه سایر بنزودیازپین‌ها است.

## سنتز

سنتز اولدازپام: J. B. Hester, Jr., (1970); Chem. Abstr., 73: 99,001t (1970).